# DIAMOND WAVE
『DIAMOND WAVE』（ダイアモンド・ウェーヴ）は、2006年8月2日に発売された倉木麻衣の6作目のオリジナルアルバム。
シングル曲「Diamond Wave」、「ベスト オブ ヒーロー」、「Growing of my heart」が収録されている。

## 概要
- アルバムのタイトル『DIAMOND WAVE』は、「ダイヤモンドは一生懸命磨くことによって光り輝くように、夢を磨く姿は光り輝いている。倉木自身も1曲1曲を磨き、それらが集まって大きなダイヤモンドにしたい。」という想いから名付けられた。
- 倉木としては初となる2種類の限定盤・DVD特典・期間限定Blogなどの試みが行われた。
- 最初はDVDが付いた『初回限定盤』、CDのみの『通常盤』が発売された。その後8月11日に通常盤の限定仕様盤として、裏ジャケットとブックレットが異なる『通常盤LIMITED EDITION』が発売され、形態は3種類ある。
- メインのジャケットとCDに収録される音源、デジパック仕様である点は3種類は全て共通。ただし裏ジャケットは全て異なっている。
- 期間限定BlogはDIAMOND WEBというタイトルで、通常版とシングル「Diamond Wave」に記載されているパスワードが必要な裏Blogの2種類が存在した。共に倉木本人ではなくスタッフによって更新され、通常版では倉木の活動のニュース、裏Blogではアルバムの制作秘話などが紹介されていた。

## 収録曲
| 全作詞: 倉木麻衣。 |                           |           |            |            |      |
| #                  | タイトル                  | 作詞      | 作曲       | 編曲       | 時間 |
| 1.                 | 「Diamond Wave」          | 倉木麻衣  | 徳永暁人   | 徳永暁人   | 4:55 |
| 2.                 | 「Ready for love」        | 倉木麻衣  | 川本宗孝   | Day Track  | 3:41 |
| 3.                 | 「ベスト オブ ヒーロー」  | 倉木麻衣  | 徳永暁人   | 徳永暁人   | 4:14 |
| 4.                 | 「Juliet」                | 倉木麻衣  | 岡本仁志   | 岡本仁志   | 3:52 |
| 5.                 | 「Growing of my heart」   | 倉木麻衣  | 大野愛果   | 葉山たけし | 4:24 |
| 6.                 | 「会いたくて...」         | 倉木麻衣  | 徳永暁人   | 徳永暁人   | 4:31 |
| 7.                 | 「ホログラム」            | 倉木麻衣  | 徳永暁人   | 徳永暁人   | 4:08 |
| 8.                 | 「State of mind」         | 倉木麻衣  | 大野愛果   | 葉山たけし | 4:29 |
| 9.                 | 「今 君とここに」         | 倉木麻衣  | 綿貫正顕   | Day Track  | 4:25 |
| 10.                | 「Cherish the day」       | 倉木麻衣  | 呉地マサキ | 大賀好修   | 4:05 |
| 11.                | 「Voice of Safest Place」 | 倉木麻衣  | 大野愛果   |            | 4:59 |
| 合計時間:          | 合計時間:                 | 合計時間: | 合計時間:  | 47:43      |      |

### 楽曲解説
1. 「Diamond Wave」
24thシングルであり、アルバム表題曲。ライブではタオルを使ったパフォーマンスが行われる。日本テレビ『スポーツうるぐす』テーマソング。
2. 「Ready for love」
レゲエ風の作品。歌詞に自身の名前が登場する。
3. 「ベスト オブ ヒーロー」
23rdシングル。アルバムに収録されている音源は、シングルの音源にアレンジが加えられている。TBS系列木曜10時ドラマ「ガチバカ!」エンディング・テーマ。
4. 「Juliet」
Julietとは「ロミオとジュリエット」のジュリエットのこと。GARNET CROWの岡本仁志が作曲した楽曲は2005年6月リリースのシングル「P.S♡MY SUNSHINE」以来2回目。
5. 「Growing of my heart」
22ndシングル。「ベスト オブ ヒーロー」同様アルバム用のアレンジが加えられている。読売テレビ・日本テレビ系アニメ「名探偵コナン」オープニングテーマ。
6. 「会いたくて...」
アルバムの発売から2年以上後にタイアップが決定した。映画「大阪ハムレット」主題歌。
7. 「ホログラム」
前作『FUSE OF LOVE』収録曲の「chance for you」同様スタッフによるコーラスが入れられている。
8. 「State of mind」
歌詞の一部には百人一首の1つ「天つ風 雲のかよひ路 吹きとぢよ をとめの姿 しばしとどめむ（僧正遍昭）」と、新古今集に収録されている「道のべに清水流るる柳かげしばしとてこそ立ちどまりつれ（西行法師）」の2つの和歌が入っている。テレビ東京系「JAPAN COUNTDOWN」オープニングテーマ。
9. 「今 君とここに」
10. 「Cherish the day」
曲の後半でラップが取り入れられている楽曲。
11. 「Voice of Safest Place」
24thシングル「Diamond Wave」のカップリング曲である「SAFEST PLACE」をアレンジした曲。アカペラと倉木のコーラスを重ね合わせた作品。倉木は「50人の倉木麻衣が歌っている」と表現している。

## DVD収録内容
- 「Diamond Wave」Promotion Video
  - 「Diamond Wave」のPVはiTunes Store限定配信の別バージョンもある（今のところiTunes Store限定バージョンのPVはDVD化されていない）。
- Making of「Diamond Wave」

## 参加ミュージシャン
- 倉木麻衣
  - コーラス （#1-5,7,8,9,10）
  - 全ボーカル、ボーカルアレンジ（#11）
- 井上慎平：ギター（#2,9）
- 徳永暁人 (doa)
  - コーラス（#1,3）
  - プログラミング、楽器演奏 (#1,3,6,7)
- 岡本仁志 (GARNET CROW)：プログラミング、楽器演奏 (#4)
- 葉山たけし：プログラミング、楽器演奏 (#5,8)
- 大野愛果：コーラス（#5）
- Sync. CO. Kai's：コーラス（#7）
- Perry Geyer：アディショナル・プログラミング (#8)
- 大賀好修：プログラミング、楽器演奏 (#10)